# Nycteris
Nycteridae
Famille
Genre
Nycteris est un genre de chauves-souris, dites nyctères, l'unique de la famille des Nycteridés (Nycteridae).

## Liste des espèces
Selon ITIS :
- Nycteris arge Thomas, 1903 — Nyctère brun
- Nycteris gambiensis (K. Andersen, 1912)
- Nycteris grandis Peters, 1865 — Grand nyctère
- Nycteris hispida (Schreber, 1775) — Nyctère hérissé (il y aurait des sous-espèces)
- Nycteris intermedia Aellen, 1959
- Nycteris javanica E. Geoffroy, 1813
- Nycteris macrotis Dobson, 1876
- Nycteris major (K. Andersen, 1912)
- Nycteris nana (K. Andersen, 1912)
- Nycteris thebaica E. Geoffroy, 1818 — Nyctère de la Thébaïde
- Nycteris tragata (K. Andersen, 1912)
- Nycteris woodi K. Andersen, 1914

Auxquelles MSW ajoute :
- Nycteris aurita
- Nycteris madagascariensis
- Nycteris parisii
- Nycteris vinsoni

## Caractéristiques
Étienne Geoffroy Saint-Hilaire a décrit, chez des chauves-souris de ce genre, une forme étonnante d'abajoues. Celles-ci ont en effet, au fond, une ouverture étroite par où la chauve-souris peut introduire de l'air, en fermant le canal nasal au moyen d'un mécanisme particulier et en poussant sous la peau l'air qu'elles expirent dans le tissu cellulaire très lâche qui unit la peau aux muscles sous-jacents. Les chauves-souris utilisent ce dispositif pour augmenter leur volume tout en les rendant plus légères pour le vol.
Également, les nyctères se reconnaissent immédiatement à leurs longues oreilles, et leurs petits yeux. La queue se termine en forme de « T » ou de « Y » et est incluse dans la membrane arrière. Les ailes sont larges. Ces chauves-souris ont un vol lent, rappelant le papillon de nuit. Elles sont petites à moyennes (avant-bras de 3 à 7 cm et masse jusqu'à 40 g). Le vol est parfois très acrobatique. L’alimentation est à base de nombreux insectes : criquets, sauterelles, papillons, mouches, cigales, termites volantes mais aussi des araignées, voire des scorpions cueillis sur la végétation. La phase active commence tard dans la nuit, et se termine tôt le matin.